# Daikin Airconditioning Germany
Die DAIKIN Airconditioning Germany GmbH mit Sitz in Unterhaching bei München wurde 1998 gegründet und vertreibt Klimaanlagen für den Privatmarkt, das Gewerbe und die Industrie. Die Deutschland-Tochter der japanischen DAIKIN Industries Ltd. ist in Deutschland Marktführer auf dem Gebiet der Split- und VRV-Klimatechnologie.
Gegenwärtig hat das Unternehmen acht eigenständige Industrie- und Managementbereiche:
- Klimageräte / Klimaanlagen[3]
- Wärmepumpen[4]
- Luftreinigungssysteme[3]
- Chemikalien[3]
- Transport und Gefriersysteme[3]
- Halbleiter
- Hydraulik[3][5]
- Elektronikkomponenten[5]

Die Gründung der Produktionsstätte DAIKIN Europe NV in Oostende/Belgien war im Jahr 1973 der erste Schritt auf den europäischen Markt. Heute werden über 80 % der Geräte für europäische Kunden in Europa produziert. Auf einer Gesamtfläche von 12 ha begann im September 2004 die Produktion von Split-Innen- und Außengeräten in Pilsen, Tschechische Republik.
Die im belgischen Oostende etablierte Forschungs- und Entwicklungsabteilung orientiert sich insbesondere an den länderspezifischen Gegebenheiten in Europa. Hier werden sowohl die Elektronik, die Kompressoren als auch die Kältemittel selbst entwickelt und hergestellt.
Im Jahr 2009 erhielt Daikin den Effizienzpreis des Bundesministerium für Umwelt, Naturschutz und Reaktorsicherheit (BMU) für seinen Conveni-Pack, der im Lebensmittelhandel zum Heizen und Kühlen dient.